# صبح بخیر، ویتنام
صبح بخیر، ویتنام (به انگلیسی: Good Morning, Vietnam) فیلمی ۱۲۰ دقیقه‌ای به کارگردانی بری لوینسون با بازی رابین ویلیامز محصول کشور ایالات متحده امریکا است.

## داستان
سایگون، سال ۱۹۶۵. «ایدریان کرونوئر» (رابین ویلیامز)، درجه دار نیروی هوایی، به عنوان مجری برنامهٔ صبح در شبکهٔ محلی رادیویی نیروهای مسلح، به ویتنام می‌رود و خیلی زود (به جای اطلاعیه‌های ارتش و موسیقی «مانتووانی») راک اندرول، طنزهای قبیح و تقلید صداهای مسخره‌ای را پخش می‌کند...

## بازیگران
- رابین ویلیامز
- فارست ویتاکر
- تونگ تان ترن
- برونو کیربی
- رابرت وول
- جی تی والش
- نوبل ویلینگهام
- ریچارد ادسون
- ریچارد پورتنو
- فلوید ویوینو